# Episodi di TekWar (seconda stagione)
La seconda stagione della serie televisiva TekWar è stata trasmessa in anteprima negli Stati Uniti d'America in syndication tra il 22 dicembre 1994 e il 19 febbraio 1996.
| nº | Titolo originale  | Titolo italiano | Prima TV USA     | Prima TV Italia |
| -- | ----------------- | --------------- | ---------------- | --------------- |
| 1  | Sellout           |                 | 22 dicembre 1994 |                 |
| 2  | Unknown Soldier   |                 | 29 dicembre 1994 |                 |
| 3  | Tek Posse         |                 | 5 gennaio 1995   |                 |
| 4  | Promises to Keep  |                 | 12 gennaio 1995  |                 |
| 5  | Stay of Execution |                 | 19 gennaio 1995  |                 |
| 6  | Alter Ego         |                 | 2 marzo 1995     |                 |
| 7  | Killer Instinct   |                 | 9 marzo 1995     |                 |
| 8  | Chill Factor      |                 | 30 marzo 1995    |                 |
| 9  | Deadline          |                 | 6 aprile 1995    |                 |
| 10 | Carlotta's Room   |                 | 13 aprile 1995   |                 |
| 11 | Deep Cover        |                 | 10 giugno 1995   |                 |
| 12 | Cyberhunt         |                 | 17 giugno 1995   |                 |
| 13 | Zero Tolerance    |                 | 24 giugno 1995   |                 |
| 14 | Forget Me Not     |                 | 1º luglio 1995   |                 |
| 15 | The Gate          |                 | 20 gennaio 1996  |                 |
| 16 | Skin Deep         |                 | 27 gennaio 1996  |                 |
| 17 | Redemption        |                 | 2 febbraio 1996  |                 |
| 18 | Betrayal          |                 | 19 febbraio 1996 |                 |